# Bothriocyrtum tractabile
Bothriocyrtum tractabile är en spindelart som beskrevs av Saito 1933. Bothriocyrtum tractabile ingår i släktet Bothriocyrtum och familjen Ctenizidae.
Artens utbredningsområde är Taiwan. Inga underarter finns listade.